# Казаки-разбойники (фильм, 1979)
«Казаки́-разбо́йники» — советский художественный фильм режиссёра Валентина Козачкова, снятый на Одесской киностудии в 1979 году по мотивам повести Поля Берна «Лошадь без головы». За первый год проката в кинотеатрах на сеансах побывали 7,7 млн зрителей.

## Сюжет
Первые послевоенные годы. Детская находка безголовой игрушечной лошадки становится началом детективной истории, во время которой группа мальчишек южного приморского городка помогают обезвредить банду преступников.

## В ролях
- Василий Руснак — Филька-атаман
- Серёжа Рожевенко — Шурка
- Таня Наумова — Манька
- Руслан Михневич — Жека
- Алёша Мишин — Абдул
- Петя Куприянец — «Рыба»
- Юра Кордонский — Вовка
- Олег Панфилов — Витёк
- Николай Сектименко — Григорий, милиционер
- Олег Корчиков — Филин
- Лидия Королёва — баба Нюра, торговка кукурузой
- Георгий Дрозд — Толяша, бандит
- Валентин Букин — «Рыжий», бандит
- Степан Крылов — дядя Митя, старьёвщик
- Екатерина Крупенникова — эпизод
- Абессалом Лория — чистильщик обуви
- Юрий Муравицкий — «Ботаник»
- Виктор Маляревич — дядя Витя, минёр

## Съёмочная группа
- Автор сценария: Александр Марьямов
- Режиссёр-постановщик: Валентин Козачков
- Оператор-постановщик: Аркадий Повзнер
- Художник-постановщик: Владимир Шинкевич
- Композитор: Сергей Самойлов
- Звукооператор: Дина Ясникова
- Текст песен: Борис Пургалин

## Музыка в фильме
В фильме исполняются фрагменты дворового песенного фольклора: «В нашу гавань заходили корабли», «Стаканчики гранёные».

## Место съёмок
Натурные объекты сняты в городе Ейск, Краснодарского края. В массовку приглашались жители города.